# Bam

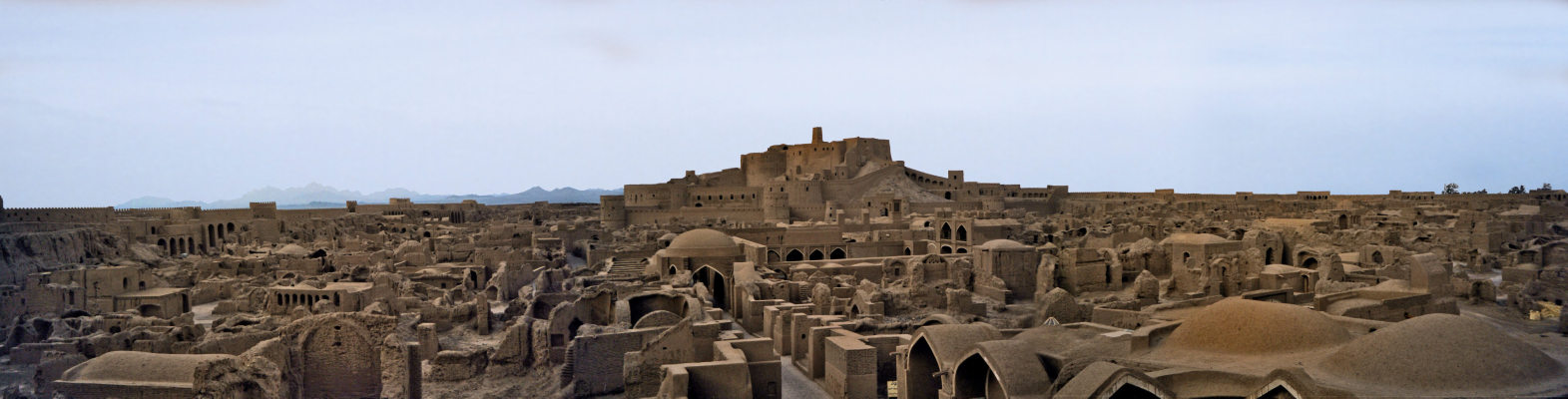
Panorama miasta

Bam (pers. ‏بم‎) – miasto położone w pustynnym rejonie południowo-wschodniego Iranu, w prowincji Kerman. Znane na świecie dzięki ruinom starożytnego miasta Arg-e Bam. W 2004 krajobraz kulturowy miasta Bam został wpisany na listę światowego dziedzictwa UNESCO.
Miasto założone zostało za czasów dynastii Sasanidów (225–651).
Rozwijało się dzięki pielgrzymom odwiedzającym zoroastryjską świątynię ognia (pochodzącą z początków panowania wspomnianej dynastii) oraz dzięki więzom ekonomicznym i handlowym - było ważnym centrum na jedwabnym szlaku. Znane też było jako znaczący producent tekstyliów cenionych zwłaszcza w świecie islamu. Bam zaczął tracić na znaczeniu po najeździe Afgańczyków w 1722. Miasto, w XIX wieku, opuszczone przez ludzi służyło jeszcze jako koszary dla armii aż do 1932. Intensywne prace restauracyjne rozpoczęto w 1953.
26 grudnia 2003 Bam został nawiedzony przez trzęsienie ziemi, w wyniku którego zniszczone zostało ponad 80% budynków miasta oraz starożytna cytadela. Zginęło ponad 26 tys. ludzi, a ponad 30 tys. zostało rannych. Iran zamierza z pomocą UNESCO i społeczności międzynarodowej odbudować twierdze i przywrócić jej dawną świetność.
W czerwcu 2008 roku temperatura osiągnęła równo 47 stopni co jest nowym rekordem ciepła dla tego miasta.
W mieście znajduje się port lotniczy Bam.